# Circunscripción electoral de La Gomera

Circunscripción de La Gomera
Cortes Generales* Senado: 1 senador (de 266)Parlamento de Canarias* 4 escaños (de 70)Cabildo Insular de La Gomera* 17 escaños (de 17)

La Gomera es una circunscripción electoral española, utilizada como distrito electoral para el Senado, que es la Cámara Alta del Parlamento español. Se corresponde con la isla de La Gomera, que pertenece a Canarias, y elige 1 senador.
Asimismo, La Gomera es una de las 8 circunscripciones del Parlamento de Canarias, para el que elige 4 diputados, y constituye la circunscripción única para la elección de los 17 miembros del Cabildo Insular de La Gomera.

## Ámbito de la circunscripción y sistema electoral
En virtud del artículo 69.3 de la Constitución Española de 1978 los límites de la circunscripción debe ser los mismos que los de la isla de La Gomera. El voto es sobre la base de sufragio universal secreto. En virtud del artículo 12 de la constitución, la edad mínima para votar es de 18 años.
En el caso del Senado, el sistema electoral sigue el escrutinio mayoritario plurinominal. Se elige un senador, que se corresponde con el que más votos haya recibido.

## Cabildo Insular de La Gomera

### Consejeros obtenidos por partido (1979-2023)
|                        | Partido Socialista Canario          | PSOE Canarias  | 6  | 5  | 8  | 8  | 7  | 9  | 9  | 12 | 10 | 3  | 3  | 3  |
|                        | Agrupación Socialista Gomera        | ASG            |    |    |    |    |    |    |    |    |    | 10 | 11 | 11 |
|                        | Centro Canario Nacionalista         | CCN            |    |    |    |    | 4  | 3  | 4  | 1  | 2  | 0  | 1  | 1  |
|                        | Coalición Canaria                   | CCa            |    |    |    |    | 4  | 3  | 4  | 4  | 2  | 1  | 1  | 1  |
|                        | Partido Nacionalista Canario        | PNC            |    |    |    |    | 4  | 0  | 0  | 4  | 2  | 1  | 1  | 1  |
|                        | Partido Popular de Canarias         | PP de Canarias |    | 2  | 0  | 0  | 1  | 1  | 0  | 0  | 5  | 1  | 0  | 0  |
|                        | Sí Se Puede                         | SSP            |    |    |    |    |    |    |    | 0  | 0  | 1  | 2  | 0  |
|                        | Podemos Canarias                    | PODEMOS        |    |    |    |    |    |    |    |    |    | 0  | 2  | 0  |
|                        | Partido Comunista de España         | PCE            | 2  | 1  |    |    |    |    |    |    |    |    |    |    |
|                        | Iniciativa por La Gomera            | IxLG           |    |    |    |    |    |    |    |    |    |    |    | 2  |
|                        | Izquierda Unida Canaria             | IUC            |    |    | 1  | 0  | 1  | 0  | 0  | 0  | 0  | 0  | 0  | 0  |
|                        | Nueva Canarias                      | NCa            |    |    |    |    |    |    |    | 0  | 0  | 1  | 0  | 0  |
| Partidos desaparecidos |                                     |                |    |    |    |    |    |    |    |    |    |    |    |    |
|                        | Centro Democrático y Social         | CDS            |    | 0  | 4  | 5  | 0  | 0  |    |    |    |    |    |    |
|                        | Agrupación Gomera de Independientes | AGI            |    | 5  | 4  | 5  |    |    |    |    |    |    |    |    |
|                        | Unión de Centro Democrático         | UCD            | 9  |    |    |    |    |    |    |    |    |    |    |    |
| Total                  | Total                               | Total          | 17 | 13 | 13 | 13 | 13 | 13 | 13 | 17 | 17 | 17 | 17 | 17 |

## Parlamento de Canarias

### Diputados obtenidos por partido (1983-2023)
|                        | Partido Socialista Canario          | PSOE Canarias  | 2 | 3 | 3 | 2 | 3 | 3 | 3 | 2 | 1 | 1 | 1 |
|                        | Agrupación Socialista Gomera        | ASG            |   |   |   |   |   |   |   |   | 3 | 3 | 3 |
|                        | Coalición Canaria                   | CCa            |   |   |   | 2 | 1 | 1 | 1 | 1 | 0 | 0 | 0 |
|                        | Partido Popular de Canarias         | PP de Canarias |   |   | 0 | 0 | 0 | 0 | 0 | 1 | 0 | 0 | 0 |
| Partidos desaparecidos |                                     |                |   |   |   |   |   |   |   |   |   |   |   |
|                        | Centro Democrático y Social         | CDS            |   | 1 | 1 |   |   |   |   |   |   |   |   |
|                        | Agrupación Gomera de Independientes | AGI            | 2 |   |   |   |   |   |   |   |   |   |   |
| Total                  | Total                               | Total          | 4 | 4 | 4 | 4 | 4 | 4 | 4 | 4 | 4 | 4 | 4 |

## Senado
Relación de senadores electos por la circunscripción:
| Legislatura   | Senador/a                                                                                   | Partido político |
| ------------- | ------------------------------------------------------------------------------------------- | ---------------- |
| Constituyente | Federico Padrón Padrón                                                                      | UCD              |
| I             | Carlos Manuel Bencomo Mendoza                                                               | UCD              |
| II            | Carlos Manuel Bencomo Mendoza                                                               | UCD              |
| III           | Ramón Jerez Herrera                                                                         | PSOE             |
| IV            | Ramón Jerez Herrera                                                                         | PSOE             |
| V             | Casimiro Curbelo Curbelo                                                                    | PSOE             |
| VI            | Casimiro Curbelo Curbelo                                                                    | PSOE             |
| VII           | Casimiro Curbelo Curbelo                                                                    | PSOE             |
| VIII          | Casimiro Curbelo Curbelo                                                                    | PSOE             |
| IX            | Casimiro Curbelo Curbelo (2008-2011) Carmen Nuria Gámez Vera (2011)                         | PSOE             |
| X             | Gregorio Ramón Medina Tomé                                                                  | PSOE             |
| XI            | Yaiza Castilla Herrera                                                                      | ASG              |
| XII           | Yaiza Castilla Herrera                                                                      | ASG              |
| XIII          | Yaiza Castilla Herrera (mayo-julio de 2019) Fabián Chinea Correa (julio-septiembre de 2019) | ASG              |
| XIV           | Fabián Chinea Correa                                                                        | ASG              |
| XV            | Fabián Chinea Correa                                                                        | ASG              |